# Frizija
Pokrajina u Nizozemskoj i Njemačkoj.
Frizija (zapadnofrizijski: Fryslân; sjevernofrizijski: Fraschlönj; saterlandski frizijski (istočnofrizijski): Fräislound; istočnofrizijski dolnjosaski: Freesland; njemački i nizozemski: Friesland; danski: Frisland) je obalna pokrajina duž jugoistočnog kuta Sjevernog mora (Njemački zaljev). Frizija je tradicionalna domovina Frizima, germanskom narodu koji govori frizijskim jezikom, jezikom srodnom engleskom. Frizija se prostire od sjeverozapadne Nizozemske duž sjeverozapadne Njemačke sve do u jugozapadnu Dansku. Obično se dijeli na tri dijela:
1. Zapadna Frizija u Sjevernoj Nizozemskoj, Frieslandu i Groningenu
2. Istočna Frizija u Donjoj Saskoj
3. Sjeverna Frizija u Schleswig-Holsteinu i Južnom Jyllandu

Trije su skupine Frizijskog otočja:
- zapadna,
- istočna i
- sjeverna

koje se više-manje rasprostiru zemljopisno sukladno svom nazivu na trima dijelima Frizijske obale.
Zapadna Frizija se ugrubo poklapa s nizozemskom pokrajinom Friesland, sjevernim dijelom pokrajine Sjeverni Holland,  povijesnom pokrajinom Zapadni Friesland) i sa suvremenom pokrajinom Groningen, a zapadnofrizijski jezik se govori samo u sâmom "Fryslân"-u.  U Zapadnom Frieslandu, govori se narječjima s jakim frizijskim substratom, (dolnjonjemačke i donje frankonijske narječne inačice, štujući niz). Valja uzeti u obzir da je "Westfriesland" samo najzapadniji dio tradicionalne pokrajine Zapadne Frizije, a sve su unutar sjeverne Nizozemske. U sjevernoj pokrajini Groningen, stanovnici govore groningsom, saskim narječjem.
Istočna Frizija (njemački: Ostfriesland) uključiva područja na sjeverozapadu njemačke savezne države Dolnje Saske, uključujući okruge Aurich, Leer, Wittmund i Friesland, kao i bezokružne gradove Emden i Wilhelmshaven/Rüstringen. 
Dijeli Sjeverne Frizije unutar njemačke savezne države Schleswig-Holstein se naziva Nordfriesland, rašireni su duž obale te uključuju obalne otoke od ušća rijeke Eidera do državne međe s Danskom na sjeveru.
Poklapa se  s istoimenim okrugom, Schleswig-Holsteinom.  Otok Helgoland (engleski: 'Helligoland' i sjevernofrizijski: 'Lun'), je također dijelom tradicionalne Sjeverne Frizije.
Pola milijuna Friza iz pokrajine Fryslân (ili Friesland) u Nizozemskoj govori frizijskim jezikom. Nekoliko tisuća više od rečene skupine, koji govore frizijski, govori skupinom narječja, često nerazumljivom jedna drugom i sigurno nerazumljivom s oblicima kojima se govori iza Sjeverne Frizije (Nordfriesland-a), se može naći u Sjevernoj Friziji u Njemačkoj, dok manji broj govornika sater-frizijskog jezika se nalazi u četirima selima Dolnje Saske u kraju zvanom Saterland u okrugu Cloppenburg, tik iza granica tradicionalne Istočne Frizije.

## Povijest
Frizija se dramatično mijenjala kroz povijest, i kroz poplave i kroz promjene identiteta.

### Starorimsko doba
Frizi su u doba Starog Rima živjeli na terpenima u području bez pitke vode. Pitku vodu se dobavljalo iz rupa kada bi kišilo. Ovo je bio jedinstveni frizijski izum. Frizija je bila malo područje u to doba. Obuhvaćala je sadašnje pokrajine Friesland i Sjeverni Holland. Polovica stanovništva današnje Nizozemske je živjela u sadašnjem Frieslandu, zbog onamošnjih plodnih tala. Stare Frize su istrijebile poplave u 3. i 4. stoljeću. Druga teorija je da su se preselili u unutrašnjost i kasnije se vratili.

### Kraljevina Frizija
Izvori istočnih Angla nazivali su stanovnike Frizije imenom Warnii, a ne "Frizi" ("Frisians"). 
U 7. i 8. stoljeću, franačke kronike spominju ovo područje kao kraljevstvo Frizâ. Najvjerojatnije to nisu bili "Frizi" iz starorimskih vremena. Navedeno kraljevstvo je obuhvaćalo obalne pokrajine Nizozemske i Njemačke sjevernomorske obale. 
U tim stoljećima, frizijskim jezikom se govorilo duž cijele južne sjevernomorske obale te se stoga ova pokrajina katkad navodi kao Velika Frizija odnosno lat. Frisia Magna.  
Franci su pokorili zapadni dio u razdoblju od 689. – 719. i istočni dio koncem 8. stoljeća. 
Djelomice su Friziju osvojili Vikinzi 840-ih, a isti su bili izgnani između 885. i 920. godine. Smatra se u znanstvenim krugovima da možda Vikinzi nisu osvojili Friziju, nego su se naselili u određenim dijelima (kao što je otok Wieringen), gdje su sagradili jednostavne tvrđave te surađivali i trgovali s domorodačkim Frizima.

### Gubljenje ozemlja
Frizi su stvarali poldere u Zapadnom Frieslandu, koji se micao sve dalje i dalje od Frieslanda zbog poplava. Zapadni dio Frizije je postao okrug Holland 1101. nakon par stoljeća različite povijesti od ostalih krajeva. Frizija se počela identificirati kao zemlja sa slobodnim narodom u srednjem vijeku. Utrechtska biskupija nije pripadala više Friziji. Bilo je mnogo poplava u 11. i 12. stoljeću, koje su odnijele brojne ljudske živote. Posljedica tih poplava je i Zuiderzee ("Južno more"). Najveća poplava je bila 1322.

### Opstalboomska Liga
Slobodni Frizi (zapravo sitno plemstvo) i grad Groningen ustanovili su Opstalboomsku Ligu protiv feudalizma. Rečenu Ligu su činili Friesland, pokrajina Groningen, Istočna Frizija, Dithmarschen i ostali dijelovi na njemačkog i danskoj sjevernomorskoj obali. Međutim, Opstalboomska Liga se nije sastojala samo od Friza. Područje Zevenwoudena je bilo sasko, kao i grad Groningen. Dio Friza je živio pod vlašću Hollandskih grofova u Zapadnom Frieslandu.  Opstalboomska Liga nije bila uspješna. Kolabirala je nakon par godina neprekidnih unutarnjih previranja.

### 15. stoljeće
U 15. stoljeću je došao kraj slobodnim Frizima. Grad Groningen je počeo ovladavati pokrajinom Groningen. Sitni plemić u Istočnoj Friziji uspio je poraziti ine sitne plemiće i postao je grofom Istočne Frizije. Bremensko-hamburški nadbiskup i danski kralj pokorio je velika područja Frizije. Samo su Friesland i Dithmarschen zadržali Frizijsku Slobodu remained for the Frisian Freedom?? -->. Friesland je pokoren 1490-ih od strane kneza  Alberta od Saske i Mišnja . Dithmarschen su izgubile svoju nezavisnost u 15. stoljeću.

### Frizijske zemlje
- Zapadni Friesland je ostao dijelom dijelom Hollanda (ne miješati s Nizozemskom!) i postao dijelom Sjevernog Hollanda oko 1800. Sadašnja pokrajina Zapadni Friesland je puno manja od povijesnog Zapadnog Frieslanda, a postoji i službena konsitucijska pokrajina (samenwerkingsregio) Zapaadni Friesland za obalnu zaštitu, policiju i poljodjelstvo.
- Friesland je vratio svoju nezavisnost (s konstitucionaliziranim farmerskim predstavnicima) 1581., a izgubio ju je 1795. Danas je to nizozemska pokrajina.
- Istočna Frizija je postala dijelom Pruske i bila je okrugom u saveznoj državi Donjoj Saskoj u SR Njemačkoj.
- Groningen je nizozemska pokrajina od 16. stoljeća.
- Dithmarschen su postali dijelom danskog Holsteina i sada pripadaju njemačkoj saveznoj državi Schleswig-Holstein.
- Frizijski otoci duž nizozemske, njemačke i danske obale su ostatci potopljenih zemalja.